# Eclipse solar de 1 de julho de 2011

Esquema mostrando as áreas atingidas pelo eclipse

O eclipse solar de 1 de julho de 2011 foi um eclipse parcial visível em uma pequena área ao sul da África e ao norte da Antártida. Foi o primeiro eclipse da série Saros 156, a primeira série ao iniciar desde o eclipse solar de 17 de junho de 1928. Teve magnitude 0,0971. Foi o terceiro eclipse solar dos quatro observados em 2011.